# بنيامينو ستيلا
بنيامينو ستيلا (بالإيطالية: Beniamino Stella؛ بالفرنسية: Beniamino Stella) هو عالم عقيدة ودبلوماسي كونغولي وإيطالي، ولد في 18 أغسطس 1941 في Pieve di Soligo ‏ في إيطاليا.